# أماندا بورتون
أماندا بورتون (بالإنجليزية: Amanda Burton)‏ هي لاعبة كرة الشبكة أسترالية، ولدت في 23 مارس 1980.